# Старая ратуша (Линц)
Старая ратуша столицы Верхней Австрии города Линц расположена на восточной стороне Главной площади Линца.
Городская ратуша находится на этом месте с 1415 года. Первое здание не пережило большого пожара 1509 года. От второго готического здания, построенного Кристофом, сохранилась восьмиугольная часовая башня и несколько сводчатых помещений внутри ратуши. В 1650—1670-х годах ратуша была перестроена и расширена, получив современный фасад в стиле барокко. В 1985 году часть городской администрации переехала в Новую ратушу в районе Урфар, но офис мэра по-прежнему остаётся в Старой ратуше. В 1990-х годах здание было капитально отреставрировано.
Вечером 12 марта 1938 года с балкона Старой ратуши Адольф Гитлер, для которого Линц был городом его юности, впервые выступил перед австрийским народом после включения Австрии в состав Третьего рейха. По воспоминаниям адъютанта Гитлера полковника фон Белова, на Главной площади собралось множество людей, воодушевлённо приветствовавших фюрера. В этот же день Главная площадь Линца была переименована в площадь Адольфа Гитлера.
Помимо помещений городской администрации, в здании ратуши располагается бюро туристической информации, музей истории Линца и музей стоматологии с историческими креслами и инструментами дантистов; самым древним из них около трёхсот лет. Во дворе ратуши — традиционная для старого Линца аркада и небольшой сад.
Механизм башенных часов открыт для обозрения. Колокола на башне трижды в день играют популярные мелодии. 
Исторические интерьеры не сохранились — внутри здание имеет современный офисный вид. На полу вестибюля Старой ратуши изображены аэрофотоснимки, играющие роль наглядного плана города для туристов. На стене вестибюля — четыре панно с портретами выдающихся деятелей, связанных с Линцем, — композитора Антона Брукнера, мэра города XVIII века Иоганна Адама Прунера, астронома Иоганна Кеплера и кайзера Фридриха III. Панно созданы в 1956 году Рудольфом Паульчинским и Петером Диммелем.